# رايسا سيوبانو
رايسا سيوبانو (2 يناير 1952 - 11 مارس 2021) صحفية من مولدوفا.

## السيرة الشخصية
ولدت رايسا سيوبانو في هرتبول ماري عام 1952. درست فقه اللغة في جامعة مولدوفا الحكومية. عملت في مجلات نسترو وأوريزنتول. أصبحت محررة وكاتبة في الصحيفة الأسبوعية رليتريتشور سي آرتا. في 11 نوفمبر 2006 مُنحت لأعمالها وسام الجمهورية وهو أعلى ترتيب في مولدوفا. توفي رايسا سيوبانو بعد صراع طويل مع المرض في 11 مارس 2021 ، عن عمر يناهز 69 عامًا.